# August Uihlein
August Uihlein (* 25. August 1842 in Wertheim; † 11. Oktober 1911) war ein deutscher Unternehmer und Leiter der Joseph Schlitz Brewing Company.

## Biographie
August Uihleins Eltern, Josef Benedikt Ühlein und Katharina Krug, betrieben in Wertheim das Gasthaus zur Krone. Im Jahr 1850 begleitete der achtjährige Uihlein seinen Großvater, Georg Krug, nach Amerika. Sein Onkel, August Krug, betrieb dort ein Wirtshaus mit angeschlossener Brauerei. Beide entkamen nur knapp dem Tod, als während der Überfahrt ihr Schiff unterging. Krug und Uihlein mussten sich an einer treibenden Kiste festhalten, bis sie vom amerikanischen Segelschiff Devonshire gerettet wurden.
In Milwaukee besuchte Uihlein die German-English Academy. Danach studierte er von 1855 bis 1857 an der St. Louis University. 1858, nach nur knapp neun Wochen nach seinem Studium, überredete der 16-jährige Uihlein den Nachfolger seines Onkels, Joseph Schlitz, ihn als Buchhalter einzustellen. Dort stellte er das bisherige System auf doppelte Buchführung um. Gleichzeitig war Uihlein bei der Second Ward Savings Bank angestellt.
Im Jahr 1860 begann Uihlein als Buchhalter, Archivar und Sachbearbeiter für die Joseph Uhrig Brewing Company zu arbeiten. Dort wurde er mit 20 Jahren zum General Manager befördert. Als er im Jahr 1867 nach Milwaukee zurückkehrte, stieg er in die Joseph Schlitz Brewing Company als Buchhalter ein. In seinem Testament ernannte ihn der Besitzer Joseph Schlitz zum Nachfolger. Nach dessen Tod im Jahr 1875 war Uihlein gemeinsam mit seinen Brüdern Henry, Alfred und Edward für die Leitung des Betriebes verantwortlich. Sie trieben die Expansion des Betriebes unter anderem durch den Aufbau eines Eisenbahnnetzes zur Produktdistribution weiter voran. Uihlein wurde im Jahr 1880 zum Vorstandsvorsitzenden gewählt. Diese Position hatte er bis zu seinem Tod inne.
Als die Witwe Joseph Schlitz’, Anna Maria Krug-Schlitz, im Jahr 1887 starb, übernahmen die Uihlein-Brüder die Firma. Bis zum Jahr 1895 hatten sie Schlitz-Bier zur drittgrößten Brauerei in den USA ausgebaut.
Neben seiner Tätigkeit bei der Joseph Schlitz Brewing Company war Uihlein auch im Finanz- und Immobilienwesen sowie an weiteren Geschäften beteiligt.
In seiner Freizeit beschäftigte sich Uihlein mit Trabrennsport. Er war Besitzer des erfolgreichen Pferds „Harvester“. Darüber hinaus spendete er große Geldsummen an die German-English Academy und die Milwaukee Public Library.
August Uihlein verstarb im Jahr 1911 während eines Heimatbesuchs in Deutschland. Er liegt auf dem Forest Home Cemetery in Milwaukee begraben.

## Familie
August Uihlein heiratete Emily Werdehoff, mit der er acht Kinder zeugte, von welchen zwei früh verstarben:
- Clara Uihlein (* 15. Januar 1873; † 27. August 1873)
- Anna Uihlein (* 15. Januar 1873; † 20. August 1873)
- Ida Uihlein Pabst (* 1874; † 1968) heiratete später Frederick Pabst, Jr., Sohn des Präsidenten der Pabst Brewing Company.
- Joseph E. Uihlein (* 1875; † 1968) stieg 1906 in die Geschäftsleitung der Joseph Schlitz Brewing Company ein.
- Paula Uihlein (* 13. August 1877; † 16. Mai 1968)
- Thekla Uihlein (* 1879; † 1947)
- Robert A. Uihlein (* 26. Januar 1883; † 13. Mai 1959) stieg in die Geschäftsleitung der Joseph Schlitz Brewing Company und der First Wisconsin Bank ein.
- Erwin “Ike” C. Uihlein (* 18. April 1886; † 20. Oktober 1968) stieg 1933 in die Geschäftsleitung der Joseph Schlitz Brewing Company ein.

Zu seinen Ur-Enkeln gehört der Unternehmer Richard Ellis Uihlein (* 1945).